# Miquel Sorelló

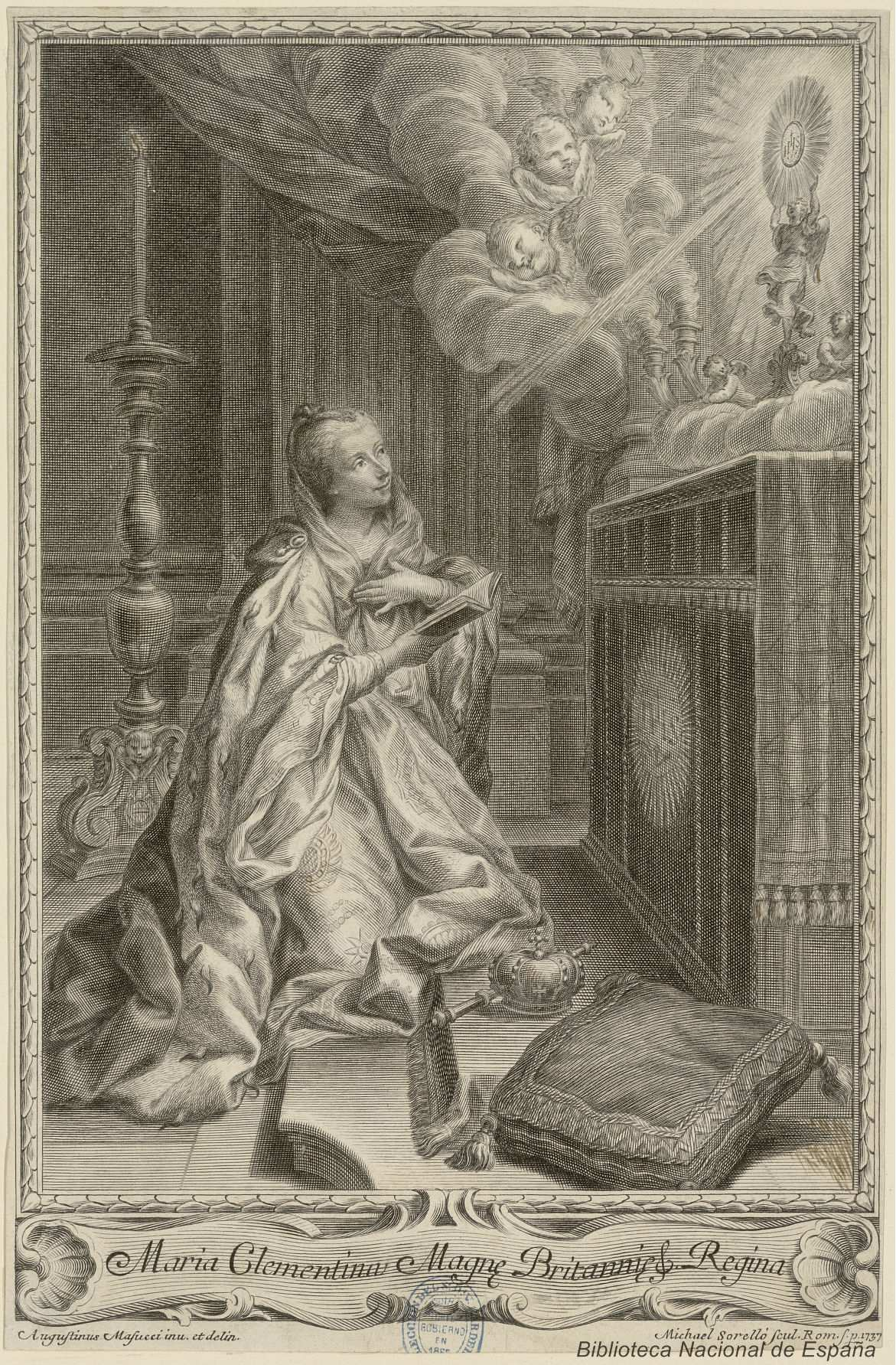
María Clementina, princesa de Gales, 1734. Buril de Miquel Sorelló por dibujo de Agostino Masucci. Inscripción: «Maria Clementina Magne Britannis & Regina». Biblioteca Nacional de España.

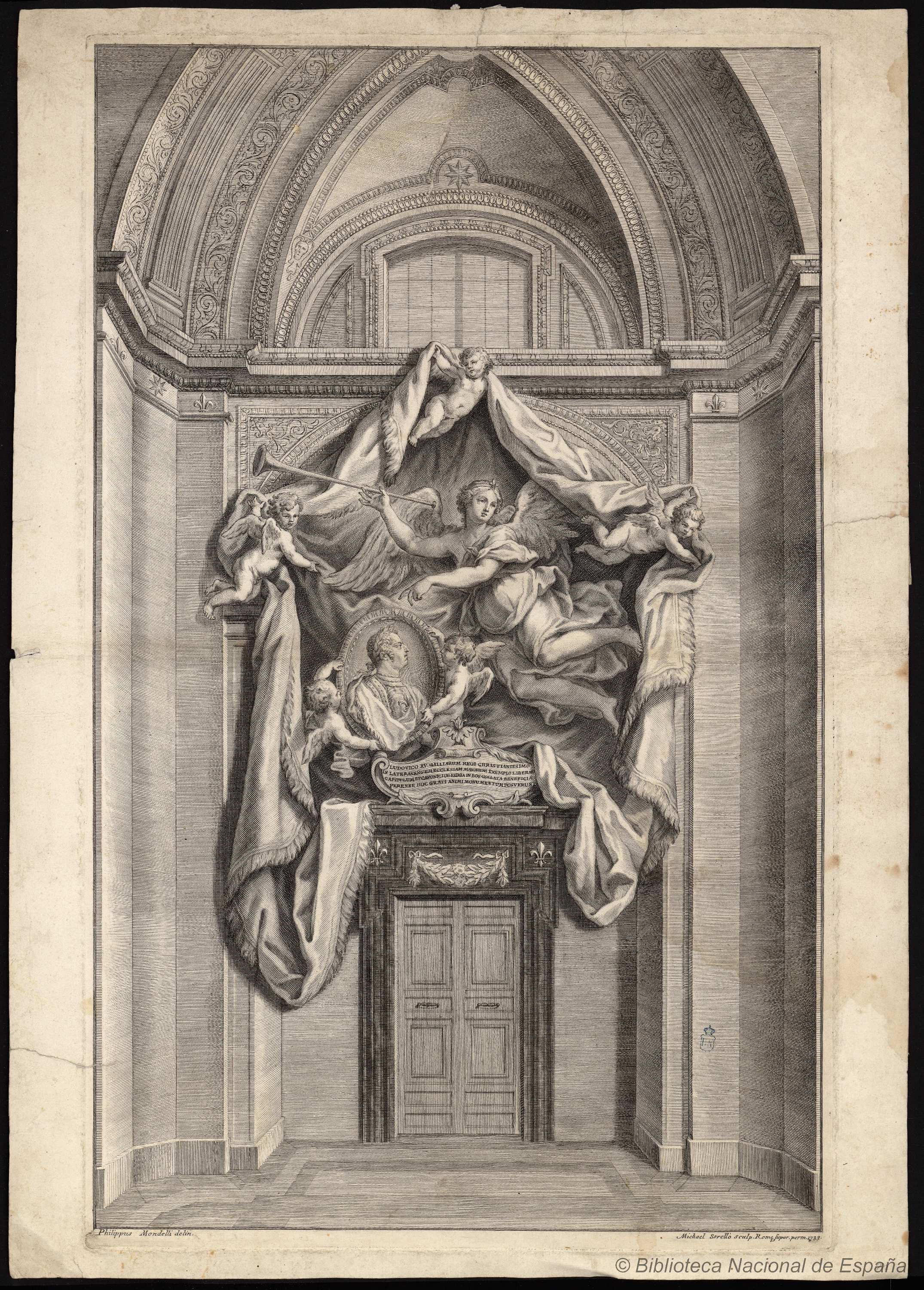
Puerta de la Basílica de San Juan de Letrán en Roma con retrato y dedicatoria a Luis XV de Francia. Grabado calcográfico firmado «Philippus Moredelli delin. ; Michael Sorelló Sculp. Roem super perta 1733». Biblioteca Nacional de España.

Miquel Sorelló (Barcelona, c. 1700-¿Roma? c. 1756-1765) fue un grabador calcográfico español establecido en Italia.

## Biografía y obra
No se han localizado datos de su biografía anterior a su partida a Italia, que se supone en 1724, ni se conocen estampas firmadas de esos primeros años.
Ceán lo dice natural de Barcelona y menciona de su producción en Italia una lámina de san Ignacio de Loyola fechada en 1739 por dibujo de Domingo Martínez, la de la piscina probática, estampa de reproducción del cuadro de Sebastiano Conca, otras de fuegos artificiales con ocasión de las fiestas de san Pedro en Roma y su contribución al Catalogo degli Antiche Monumenti di Ercolano, con la reproducción de las pinturas halladas en las excavaciones efectuadas en Herculano por orden del rey de las dos Sicilias y de Jerusalén, el futuro Carlos III de España, colección para la que proporcionó el grabado de la Ofrenda a Baco por dibujo de Nicolás Vivarini.
Las obras firmadas —sesenta según el catálogo recogido por Rosa María Subirana— abarcan un periodo que se extiende sin apenas interrupción de 1729 a 1756, cuando aparece fechado el retrato de Antonin Brémond, y muy probablemente en todo ese tiempo permaneciese en Roma donde habría aprendido —o perfeccionado— la técnica del grabado con el suizo Jakob Frey. Con un buen dominio técnico, trabajó para clientes y libreros tanto italianos como españoles, generalmente por dibujo ajeno. Así, en 1729 grabó el retrato del padre Tomás Ripoll, maestro general de la Orden de Santo Domingo, por dibujo de Hipólito Rovira, en 1734 el de María Clementina, princesa de Gales adorando la Eucaristía por dibujo de Agostino Masucci y en 1734 el retrato del obispo Juan de Palafox y Mendoza en presencia de la Virgen, según pintura de Carlo Maratta. Con Francisco Preciado de la Vega la colaboración fue duradera, iniciándose en 1744, cuando ambos firman una estampa con Eneas y la sibila cumana, y proseguirá al menos hasta 1752, año en que se fecha el escudo de José de Carvajal y Lancáster para la dedicatoria del libro de Domingo López de Barrera, De rebus gestis Joannis S.R.E. Card. Carvajalis (Roma, 1752).
En sus últimos años habría sido nombrado grabador del Vaticano, momento al que corresponderían varios grabados con reproducciones de obras de Rafael Sanzio, entre ellas una Resurrección de Cristo que firmó «Michael Sorelló Vaticani Peristromatis a Raph. Sanctio delineati exemplum in aere a se incisumm D.D.D.».